# 龍目井龍泉宮
龍目井龍泉宮，位於台灣高雄市鼓山區青泉街106號，主祀天上聖母。平日香火鼎盛，是當地社區居民的信仰中心，每年農曆三月二十三日，為主神天上聖母媽祖的聖誕千秋日。

## 歷史
龍目井剛開拓之時，居民僅數十戶，大都以務農為業，生活儉樸，為求精神寄託，開墾順利，在今龍泉宮現址，蓋一座福德祠，奉祀福德正神。
內惟龍泉宮開基二聖母渡臺之緣由，依本庄林氏家傳所記載，清朝乾隆四十七年（1782年），廈門因沿海地區盜寇侵襲嚴重，福建旱災又起，尤其以同安地區特別嚴重，因粒米欠收，饑民遍地，導致福建同安縣慶湖保方保社當地居民舉家遷移，先民林安靜攜眷準備臨走之時，見同安縣慶湖保之信仰「天妃廟」，廟宇經風雨催殘，已殘破不堪，香火不復以往，於是林氏心生不捨，便攜眷入廟祈求天上聖母保祐渡海順利，離開時見香案毫光閃閃，久久不散，先民林氏見此異像便擲茭請示聖母有何聖示，得知「天妃廟」開基天上二聖母願意一起隨行，保佑先民林氏渡台開墾，先民林氏歡喜，立即恭請開基天上二聖母神像並攜眷一同渡海來台。
乾隆四十九年（1784年），林氏於鹿耳門溪口登台，沿岸往南步行數日，停於鳳邑城啟文門旁打鼓山腳下，見此處山脈如龍，泉出石罅，湧泉如噴雪翻花，景如故鄉，請示開基天上二聖母後便以茅搭屋定居於此發展，並將二聖母金身寶像供奉於家堂中。
因為二聖母神威顯赫，威名遠播，住在龍目井當地居民要求林氏家族將天上二聖母神尊歸公建廟，向二聖母擲筊請示後，二聖母聖示時機已到並欣喜信眾有此虔敬之心，同意歸公奉祀但不需要另擇地建廟，因本庄「福德祠」所在位址乃為龍吐甘泉之吉穴，故聖示將二聖母及千順將軍神像一起和福德正神奉祀在福德祠內。
昭和七年（1932年），爐下信眾發起福德祠重修，奉二聖母指示本廟位於龍吐甘泉之吉穴且位處「龍巖洌泉」之龍目井，故定廟名為「龍泉宮」。
民國三十六年（1947年），增建兩廂廂房。民國八十一年（1992年），召開董事會採信徒之決議，成立修建委員會，是年開始動土重建，民國八十五年（1996年），完工入火安座，舉行慶成五朝祈安清醮大典。
內惟龍目井龍泉宮也是鳳邑舊城城隍廟十三角落公廟之一。

## 內惟龍目井林家古厝
林家古厝位於龍泉宮後方，創建於清代，是龍泉宮開基二聖母發跡的地方。同時也是內惟地區少數保有完整閩南三合院的建築。

## 祀神
龍目井龍泉宮主祀天上聖母，配祀湄洲媽祖、千里眼將軍、順風耳將軍、文昌帝君、月老星君、福德正神、註生娘娘、斗姥元君、太歲星君、虎爺。

## 外部連結
- 龍目井龍泉宮 Facebook專頁 （页面存档备份，存于）
- 高雄鼓山內惟龍目井龍泉宮-竹塹風城傻文的家-痞客邦PIXNET （页面存档备份，存于）

Template:壽山景點